# Danh sách xã thuộc tỉnh Thanh Hóa
Tính đến ngày 1 tháng 1 năm 2025, tỉnh Thanh Hóa có 547 đơn vị hành chính cấp xã, trong đó có 452 xã.
Dưới đây là danh các xã thuộc tỉnh Thanh Hóa hiện nay.
| Xã           | Trực thuộc          | Diện tích (km²) | Dân số (người) | Mật độ dân số (người/km²) | Thành lập |
| ------------ | ------------------- | --------------- | -------------- | ------------------------- | --------- |
| Ái Thượng    | Huyện Bá Thước      |                 |                |                           |           |
| An Nông      | Huyện Triệu Sơn     |                 |                |                           |           |
| Anh Sơn      | Thị xã Nghi Sơn     |                 |                |                           |           |
| Ba Đình      | Huyện Nga Sơn       |                 |                |                           |           |
| Bãi Trành    | Huyện Như Xuân      |                 |                |                           |           |
| Ban Công     | Huyện Bá Thước      |                 |                |                           |           |
| Bát Mọt      | Huyện Thường Xuân   |                 |                |                           |           |
| Bắc Lương    | Huyện Thọ Xuân      |                 |                |                           |           |
| Bình Lương   | Huyện Như Xuân      |                 |                |                           |           |
| Bình Sơn     | Huyện Triệu Sơn     |                 |                |                           |           |
| Các Sơn      | Thị xã Nghi Sơn     |                 |                |                           |           |
| Cán Khê      | Huyện Như Thanh     |                 |                |                           |           |
| Cao Ngọc     | Huyện Ngọc Lặc      |                 |                |                           |           |
| Cao Thịnh    | Huyện Ngọc Lặc      |                 |                |                           |           |
| Cát Tân      | Huyện Như Xuân      |                 |                |                           |           |
| Cát Vân      | Huyện Như Xuân      |                 |                |                           |           |
| Cẩm Bình     | Huyện Cẩm Thủy      |                 |                |                           |           |
| Cẩm Châu     | Huyện Cẩm Thủy      |                 |                |                           |           |
| Cẩm Giang    | Huyện Cẩm Thủy      |                 |                |                           |           |
| Cẩm Liên     | Huyện Cẩm Thủy      |                 |                |                           |           |
| Cẩm Long     | Huyện Cẩm Thủy      |                 |                |                           |           |
| Cẩm Lương    | Huyện Cẩm Thủy      |                 |                |                           |           |
| Cẩm Ngọc     | Huyện Cẩm Thủy      |                 |                |                           |           |
| Cẩm Phú      | Huyện Cẩm Thủy      |                 |                |                           |           |
| Cẩm Quý      | Huyện Cẩm Thủy      |                 |                |                           |           |
| Cẩm Tâm      | Huyện Cẩm Thủy      |                 |                |                           |           |
| Cẩm Tân      | Huyện Cẩm Thủy      |                 |                |                           |           |
| Cẩm Thạch    | Huyện Cẩm Thủy      |                 |                |                           |           |
| Cẩm Thành    | Huyện Cẩm Thủy      |                 |                |                           |           |
| Cẩm Tú       | Huyện Cẩm Thủy      |                 |                |                           |           |
| Cẩm Vân      | Huyện Cẩm Thủy      |                 |                |                           |           |
| Cẩm Yên      | Huyện Cẩm Thủy      |                 |                |                           |           |
| Cầu Lộc      | Huyện Hậu Lộc       |                 |                |                           |           |
| Cổ Lũng      | Huyện Bá Thước      |                 |                |                           |           |
| Công Chính   | Huyện Nông Cống     |                 |                |                           |           |
| Công Liêm    | Huyện Nông Cống     |                 |                |                           |           |
| Dân Lực      | Huyện Triệu Sơn     |                 |                |                           |           |
| Dân Lý       | Huyện Triệu Sơn     |                 |                |                           |           |
| Dân Quyền    | Huyện Triệu Sơn     |                 |                |                           |           |
| Đa Lộc       | Huyện Hậu Lộc       |                 |                |                           |           |
| Đại Hùng     | Thành phố Sầm Sơn   | 6,30            |                |                           |           |
| Đại Lộc      | Huyện Hậu Lộc       |                 |                |                           |           |
| Điền Hạ      | Huyện Bá Thước      |                 |                |                           |           |
| Điền Lư      | Huyện Bá Thước      |                 |                |                           |           |
| Điền Quang   | Huyện Bá Thước      |                 |                |                           |           |
| Điền Thượng  | Huyện Bá Thước      |                 |                |                           |           |
| Điền Trung   | Huyện Bá Thước      |                 |                |                           |           |
| Định Bình    | Huyện Yên Định      |                 |                |                           |           |
| Định Công    | Huyện Yên Định      |                 |                |                           |           |
| Định Hải     | Huyện Yên Định      |                 |                |                           |           |
| Định Hải     | Thị xã Nghi Sơn     |                 |                |                           |           |
| Định Hòa     | Huyện Yên Định      |                 |                |                           |           |
| Định Hưng    | Huyện Yên Định      |                 |                |                           |           |
| Định Liên    | Huyện Yên Định      |                 |                |                           |           |
| Định Long    | Huyện Yên Định      |                 |                |                           |           |
| Định Tăng    | Huyện Yên Định      |                 |                |                           |           |
| Định Tân     | Huyện Yên Định      |                 |                |                           |           |
| Định Thành   | Huyện Yên Định      |                 |                |                           |           |
| Định Tiến    | Huyện Yên Định      |                 |                |                           |           |
| Đông Hòa     | Thành phố Thanh Hóa |                 |                |                           |           |
| Đông Hoàng   | Thành phố Thanh Hóa |                 |                |                           |           |
| Đông Khê     | Thành phố Thanh Hóa |                 |                |                           |           |
| Đồng Lộc     | Huyện Hậu Lộc       |                 |                |                           |           |
| Đồng Lợi     | Huyện Triệu Sơn     |                 |                |                           |           |
| Đồng Lương   | Huyện Lang Chánh    |                 |                |                           |           |
| Đông Minh    | Thành phố Thanh Hóa |                 |                |                           |           |
| Đông Nam     | Thành phố Thanh Hóa |                 |                |                           |           |
| Đông Ninh    | Thành phố Thanh Hóa |                 |                |                           |           |
| Đông Phú     | Thành phố Thanh Hóa |                 |                |                           |           |
| Đông Quang   | Thành phố Thanh Hóa |                 |                |                           |           |
| Đông Thanh   | Thành phố Thanh Hóa |                 |                |                           |           |
| Đồng Thắng   | Huyện Triệu Sơn     |                 |                |                           |           |
| Đồng Thịnh   | Huyện Ngọc Lặc      |                 |                |                           |           |
| Đông Tiến    | Thành phố Thanh Hóa |                 |                |                           |           |
| Đồng Tiến    | Huyện Triệu Sơn     |                 |                |                           |           |
| Đông Văn     | Thành phố Thanh Hóa |                 |                |                           |           |
| Đông Vinh    | Thành phố Thanh Hóa | 4,38            |                |                           |           |
| Đông Yên     | Thành phố Thanh Hóa |                 |                |                           |           |
| Giao An      | Huyện Lang Chánh    |                 |                |                           |           |
| Giao Thiện   | Huyện Lang Chánh    |                 |                |                           |           |
| Hà Bắc       | Huyện Hà Trung      |                 |                |                           |           |
| Hà Bình      | Huyện Hà Trung      |                 |                |                           |           |
| Hà Châu      | Huyện Hà Trung      |                 |                |                           |           |
| Hà Đông      | Huyện Hà Trung      |                 |                |                           |           |
| Hà Giang     | Huyện Hà Trung      |                 |                |                           |           |
| Hà Hải       | Huyện Hà Trung      |                 |                |                           |           |
| Hà Ngọc      | Huyện Hà Trung      |                 |                |                           |           |
| Hà Sơn       | Huyện Hà Trung      |                 |                |                           |           |
| Hà Tân       | Huyện Hà Trung      |                 |                |                           |           |
| Hà Tiến      | Huyện Hà Trung      |                 |                |                           |           |
| Hạ Trung     | Huyện Bá Thước      |                 |                |                           |           |
| Hà Vinh      | Huyện Hà Trung      |                 |                |                           |           |
| Hải Hà       | Thị xã Nghi Sơn     |                 |                |                           |           |
| Hải Long     | Huyện Như Thanh     |                 |                |                           |           |
| Hải Lộc      | Huyện Hậu Lộc       |                 |                |                           |           |
| Hải Nhân     | Thị xã Nghi Sơn     |                 |                |                           |           |
| Hiền Chung   | Huyện Quan Hóa      |                 |                |                           |           |
| Hiền Kiệt    | Huyện Quan Hóa      |                 |                |                           |           |
| Hoa Lộc      | Huyện Hậu Lộc       |                 |                |                           |           |
| Hòa Lộc      | Huyện Hậu Lộc       |                 |                |                           |           |
| Hóa Quỳ      | Huyện Như Xuân      |                 |                |                           |           |
| Hoàng Giang  | Huyện Nông Cống     |                 |                |                           |           |
| Hoàng Sơn    | Huyện Nông Cống     |                 |                |                           |           |
| Hoạt Giang   | Huyện Hà Trung      |                 |                |                           |           |
| Hoằng Cát    | Huyện Hoằng Hóa     |                 |                |                           |           |
| Hoằng Châu   | Huyện Hoằng Hóa     |                 |                |                           |           |
| Hoằng Đạo    | Huyện Hoằng Hóa     |                 |                |                           |           |
| Hoằng Đạt    | Huyện Hoằng Hóa     |                 |                |                           |           |
| Hoằng Đông   | Huyện Hoằng Hóa     |                 |                |                           |           |
| Hoằng Đồng   | Huyện Hoằng Hóa     |                 |                |                           |           |
| Hoằng Đức    | Huyện Hoằng Hóa     |                 |                |                           |           |
| Hoằng Giang  | Huyện Hoằng Hóa     |                 |                |                           |           |
| Hoằng Hà     | Huyện Hoằng Hóa     |                 |                |                           |           |
| Hoằng Hải    | Huyện Hoằng Hóa     |                 |                |                           |           |
| Hoằng Hợp    | Huyện Hoằng Hóa     |                 |                |                           |           |
| Hoằng Kim    | Huyện Hoằng Hóa     |                 |                |                           |           |
| Hoằng Lộc    | Huyện Hoằng Hóa     |                 |                |                           |           |
| Hoằng Lưu    | Huyện Hoằng Hóa     |                 |                |                           |           |
| Hoằng Ngọc   | Huyện Hoằng Hóa     |                 |                |                           |           |
| Hoằng Phong  | Huyện Hoằng Hóa     |                 |                |                           |           |
| Hoằng Phú    | Huyện Hoằng Hóa     |                 |                |                           |           |
| Hoằng Phụ    | Huyện Hoằng Hóa     |                 |                |                           |           |
| Hoằng Quỳ    | Huyện Hoằng Hóa     |                 |                |                           |           |
| Hoằng Quý    | Huyện Hoằng Hóa     |                 |                |                           |           |
| Hoằng Sơn    | Huyện Hoằng Hóa     |                 |                |                           |           |
| Hoằng Tân    | Huyện Hoằng Hóa     |                 |                |                           |           |
| Hoằng Thái   | Huyện Hoằng Hóa     |                 |                |                           |           |
| Hoằng Thanh  | Huyện Hoằng Hóa     |                 |                |                           |           |
| Hoằng Thành  | Huyện Hoằng Hóa     |                 |                |                           |           |
| Hoằng Thắng  | Huyện Hoằng Hóa     |                 |                |                           |           |
| Hoằng Thịnh  | Huyện Hoằng Hóa     |                 |                |                           |           |
| Hoằng Tiến   | Huyện Hoằng Hóa     |                 |                |                           |           |
| Hoằng Trạch  | Huyện Hoằng Hóa     |                 |                |                           |           |
| Hoằng Trinh  | Huyện Hoằng Hóa     |                 |                |                           |           |
| Hoằng Trung  | Huyện Hoằng Hóa     |                 |                |                           |           |
| Hoằng Trường | Huyện Hoằng Hóa     |                 |                |                           |           |
| Hoằng Xuân   | Huyện Hoằng Hóa     |                 |                |                           |           |
| Hoằng Xuyên  | Huyện Hoằng Hóa     |                 |                |                           |           |
| Hoằng Yến    | Huyện Hoằng Hóa     |                 |                |                           |           |
| Hợp Lý       | Huyện Triệu Sơn     |                 |                |                           |           |
| Hợp Thành    | Huyện Triệu Sơn     |                 |                |                           |           |
| Hợp Thắng    | Huyện Triệu Sơn     |                 |                |                           |           |
| Hợp Tiến     | Huyện Triệu Sơn     |                 |                |                           |           |
| Hưng Lộc     | Huyện Hậu Lộc       |                 |                |                           |           |
| Khuyến Nông  | Huyện Triệu Sơn     |                 |                |                           |           |
| Kiên Thọ     | Huyện Ngọc Lặc      |                 |                |                           |           |
| Kỳ Tân       | Huyện Bá Thước      |                 |                |                           |           |
| Lam Sơn      | Huyện Ngọc Lặc      |                 |                |                           |           |
| Lâm Phú      | Huyện Lang Chánh    |                 |                |                           |           |
| Liên Lộc     | Huyện Hậu Lộc       |                 |                |                           |           |
| Lĩnh Toại    | Huyện Hà Trung      |                 |                |                           |           |
| Lộc Sơn      | Huyện Hậu Lộc       |                 |                |                           |           |
| Lộc Thịnh    | Huyện Ngọc Lặc      |                 |                |                           |           |
| Luận Khê     | Huyện Thường Xuân   |                 |                |                           |           |
| Luận Thành   | Huyện Thường Xuân   |                 |                |                           |           |
| Lũng Cao     | Huyện Bá Thước      |                 |                |                           |           |
| Lũng Niêm    | Huyện Bá Thước      |                 |                |                           |           |
| Lương Ngoại  | Huyện Bá Thước      |                 |                |                           |           |
| Lương Nội    | Huyện Bá Thước      |                 |                |                           |           |
| Lương Sơn    | Huyện Thường Xuân   |                 |                |                           |           |
| Lương Trung  | Huyện Bá Thước      |                 |                |                           |           |
| Mậu Lâm      | Huyện Như Thanh     |                 |                |                           |           |
| Minh Khôi    | Huyện Nông Cống     |                 |                |                           |           |
| Minh Lộc     | Huyện Hậu Lộc       |                 |                |                           |           |
| Minh Nghĩa   | Huyện Nông Cống     |                 |                |                           |           |
| Minh Sơn     | Huyện Ngọc Lặc      |                 |                |                           |           |
| Minh Sơn     | Huyện Triệu Sơn     |                 |                |                           |           |
| Minh Tân     | Huyện Vĩnh Lộc      |                 |                |                           |           |
| Minh Tiến    | Huyện Ngọc Lặc      |                 |                |                           |           |
| Mường Chanh  | Huyện Mường Lát     |                 |                |                           |           |
| Mường Lý     | Huyện Mường Lát     |                 |                |                           |           |
| Mường Mìn    | Huyện Quan Sơn      |                 |                |                           |           |
| Mỹ Lộc       | Huyện Hậu Lộc       |                 |                |                           |           |
| Mỹ Tân       | Huyện Ngọc Lặc      |                 |                |                           |           |
| Na Mèo       | Huyện Quan Sơn      |                 |                |                           |           |
| Nam Động     | Huyện Quan Hóa      |                 |                |                           |           |
| Nam Giang    | Huyện Thọ Xuân      |                 |                |                           |           |
| Nam Tiến     | Huyện Quan Hóa      |                 |                |                           |           |
| Nam Xuân     | Huyện Quan Hóa      |                 |                |                           |           |
| Nga An       | Huyện Nga Sơn       |                 |                |                           |           |
| Nga Điền     | Huyện Nga Sơn       |                 |                |                           |           |
| Nga Giáp     | Huyện Nga Sơn       |                 |                |                           |           |
| Nga Hải      | Huyện Nga Sơn       |                 |                |                           |           |
| Nga Hiệp     | Huyện Nga Sơn       |                 |                |                           |           |
| Nga Liên     | Huyện Nga Sơn       |                 |                |                           |           |
| Nga Phú      | Huyện Nga Sơn       |                 |                |                           |           |
| Nga Phượng   | Huyện Nga Sơn       |                 |                |                           |           |
| Nga Tân      | Huyện Nga Sơn       |                 |                |                           |           |
| Nga Thạch    | Huyện Nga Sơn       |                 |                |                           |           |
| Nga Thái     | Huyện Nga Sơn       |                 |                |                           |           |
| Nga Thanh    | Huyện Nga Sơn       |                 |                |                           |           |
| Nga Thành    | Huyện Nga Sơn       |                 |                |                           |           |
| Nga Thắng    | Huyện Nga Sơn       |                 |                |                           |           |
| Nga Thiện    | Huyện Nga Sơn       |                 |                |                           |           |
| Nga Thủy     | Huyện Nga Sơn       |                 |                |                           |           |
| Nga Tiến     | Huyện Nga Sơn       |                 |                |                           |           |
| Nga Trường   | Huyện Nga Sơn       |                 |                |                           |           |
| Nga Văn      | Huyện Nga Sơn       |                 |                |                           |           |
| Nga Vịnh     | Huyện Nga Sơn       |                 |                |                           |           |
| Nga Yên      | Huyện Nga Sơn       |                 |                |                           |           |
| Nghi Sơn     | Thị xã Nghi Sơn     |                 |                |                           |           |
| Ngọc Liên    | Huyện Ngọc Lặc      |                 |                |                           |           |
| Ngọc Lĩnh    | Thị xã Nghi Sơn     |                 |                |                           |           |
| Ngọc Phụng   | Huyện Thường Xuân   |                 |                |                           |           |
| Ngọc Sơn     | Huyện Ngọc Lặc      |                 |                |                           |           |
| Ngọc Trạo    | Huyện Thạch Thành   |                 |                |                           |           |
| Ngọc Trung   | Huyện Ngọc Lặc      |                 |                |                           |           |
| Nguyệt Ấn    | Huyện Ngọc Lặc      |                 |                |                           |           |
| Ngư Lộc      | Huyện Hậu Lộc       |                 |                |                           |           |
| Nhi Sơn      | Huyện Mường Lát     |                 |                |                           |           |
| Ninh Khang   | Huyện Vĩnh Lộc      |                 |                |                           |           |
| Nông Trường  | Huyện Triệu Sơn     |                 |                |                           |           |
| Phú Lâm      | Thị xã Nghi Sơn     |                 |                |                           |           |
| Phú Lệ       | Huyện Quan Hóa      |                 |                |                           |           |
| Phú Lộc      | Huyện Hậu Lộc       |                 |                |                           |           |
| Phú Nghiêm   | Huyện Quan Hóa      |                 |                |                           |           |
| Phú Nhuận    | Huyện Như Thanh     |                 |                |                           |           |
| Phú Sơn      | Huyện Quan Hóa      |                 |                |                           |           |
| Phú Sơn      | Thị xã Nghi Sơn     |                 |                |                           |           |
| Phú Thanh    | Huyện Quan Hóa      |                 |                |                           |           |
| Phú Xuân     | Huyện Quan Hóa      |                 |                |                           |           |
| Phú Xuân     | Huyện Thọ Xuân      |                 |                |                           |           |
| Phúc Thịnh   | Huyện Ngọc Lặc      |                 |                |                           |           |
| Phùng Giáo   | Huyện Ngọc Lặc      |                 |                |                           |           |
| Phùng Minh   | Huyện Ngọc Lặc      |                 |                |                           |           |
| Phượng Nghi  | Huyện Như Thanh     |                 |                |                           |           |
| Pù Nhi       | Huyện Mường Lát     |                 |                |                           |           |
| Quảng Bình   | Huyện Quảng Xương   |                 |                |                           |           |
| Quang Chiểu  | Huyện Mường Lát     |                 |                |                           |           |
| Quảng Chính  | Huyện Quảng Xương   |                 |                |                           |           |
| Quảng Định   | Huyện Quảng Xương   |                 |                |                           |           |
| Quảng Đức    | Huyện Quảng Xương   |                 |                |                           |           |
| Quảng Giao   | Huyện Quảng Xương   |                 |                |                           |           |
| Quảng Hải    | Huyện Quảng Xương   |                 |                |                           |           |
| Quảng Hòa    | Huyện Quảng Xương   |                 |                |                           |           |
| Quảng Hợp    | Huyện Quảng Xương   |                 |                |                           |           |
| Quảng Khê    | Huyện Quảng Xương   |                 |                |                           |           |
| Quảng Long   | Huyện Quảng Xương   |                 |                |                           |           |
| Quang Lộc    | Huyện Hậu Lộc       |                 |                |                           |           |
| Quảng Lộc    | Huyện Quảng Xương   |                 |                |                           |           |
| Quảng Lưu    | Huyện Quảng Xương   |                 |                |                           |           |
| Quảng Minh   | Thành phố Sầm Sơn   | 3,90            |                |                           |           |
| Quảng Ngọc   | Huyện Quảng Xương   |                 |                |                           |           |
| Quảng Nham   | Huyện Quảng Xương   |                 |                |                           |           |
| Quảng Nhân   | Huyện Quảng Xương   |                 |                |                           |           |
| Quảng Ninh   | Huyện Quảng Xương   |                 |                |                           |           |
| Quảng Phú    | Huyện Thọ Xuân      |                 |                |                           |           |
| Quảng Phúc   | Huyện Quảng Xương   |                 |                |                           |           |
| Quảng Thạch  | Huyện Quảng Xương   |                 |                |                           |           |
| Quảng Thái   | Huyện Quảng Xương   |                 |                |                           |           |
| Quảng Trạch  | Huyện Quảng Xương   |                 |                |                           |           |
| Quang Trung  | Huyện Ngọc Lặc      |                 |                |                           |           |
| Quang Trung  | Thị xã Bỉm Sơn      | 6,68            |                |                           |           |
| Quảng Trung  | Huyện Quảng Xương   |                 |                |                           |           |
| Quảng Trường | Huyện Quảng Xương   |                 |                |                           |           |
| Quảng Văn    | Huyện Quảng Xương   |                 |                |                           |           |
| Quảng Yên    | Huyện Quảng Xương   |                 |                |                           |           |
| Sơn Điện     | Huyện Quan Sơn      |                 |                |                           |           |
| Sơn Hà       | Huyện Quan Sơn      |                 |                |                           |           |
| Sơn Thủy     | Huyện Quan Sơn      |                 |                |                           |           |
| Tam Chung    | Huyện Mường Lát     |                 |                |                           |           |
| Tam Lư       | Huyện Quan Sơn      |                 |                |                           |           |
| Tam Thanh    | Huyện Quan Sơn      |                 |                |                           |           |
| Tam Văn      | Huyện Lang Chánh    |                 |                |                           |           |
| Tân Bình     | Huyện Như Xuân      |                 |                |                           |           |
| Tân Châu     | Huyện Thiệu Hóa     |                 |                |                           |           |
| Tân Khang    | Huyện Nông Cống     |                 |                |                           |           |
| Tân Phúc     | Huyện Lang Chánh    |                 |                |                           |           |
| Tân Phúc     | Huyện Nông Cống     |                 |                |                           |           |
| Tân Thành    | Huyện Thường Xuân   |                 |                |                           |           |
| Tân Thọ      | Huyện Nông Cống     |                 |                |                           |           |
| Tân Trường   | Thị xã Nghi Sơn     |                 |                |                           |           |
| Tây Hồ       | Huyện Thọ Xuân      |                 |                |                           |           |
| Tế Lợi       | Huyện Nông Cống     |                 |                |                           |           |
| Tế Nông      | Huyện Nông Cống     |                 |                |                           |           |
| Tế Thắng     | Huyện Nông Cống     |                 |                |                           |           |
| Thạch Bình   | Huyện Thạch Thành   |                 |                |                           |           |
| Thạch Cẩm    | Huyện Thạch Thành   |                 |                |                           |           |
| Thạch Định   | Huyện Thạch Thành   |                 |                |                           |           |
| Thạch Lâm    | Huyện Thạch Thành   |                 |                |                           |           |
| Thạch Lập    | Huyện Ngọc Lặc      |                 |                |                           |           |
| Thạch Long   | Huyện Thạch Thành   |                 |                |                           |           |
| Thạch Quảng  | Huyện Thạch Thành   |                 |                |                           |           |
| Thạch Sơn    | Huyện Thạch Thành   |                 |                |                           |           |
| Thạch Tượng  | Huyện Thạch Thành   |                 |                |                           |           |
| Thái Hòa     | Huyện Triệu Sơn     |                 |                |                           |           |
| Thái Lai     | Huyện Hà Trung      |                 |                |                           |           |
| Thành An     | Huyện Thạch Thành   |                 |                |                           |           |
| Thành Công   | Huyện Thạch Thành   |                 |                |                           |           |
| Thanh Hòa    | Huyện Như Xuân      |                 |                |                           |           |
| Thành Hưng   | Huyện Thạch Thành   |                 |                |                           |           |
| Thanh Kỳ     | Huyện Như Thanh     |                 |                |                           |           |
| Thanh Lâm    | Huyện Như Xuân      |                 |                |                           |           |
| Thành Lâm    | Huyện Bá Thước      |                 |                |                           |           |
| Thành Long   | Huyện Thạch Thành   |                 |                |                           |           |
| Thành Lộc    | Huyện Hậu Lộc       |                 |                |                           |           |
| Thành Minh   | Huyện Thạch Thành   |                 |                |                           |           |
| Thành Mỹ     | Huyện Thạch Thành   |                 |                |                           |           |
| Thanh Phong  | Huyện Như Xuân      |                 |                |                           |           |
| Thanh Quân   | Huyện Như Xuân      |                 |                |                           |           |
| Thanh Sơn    | Huyện Như Xuân      |                 |                |                           |           |
| Thanh Sơn    | Thị xã Nghi Sơn     |                 |                |                           |           |
| Thành Sơn    | Huyện Bá Thước      |                 |                |                           |           |
| Thành Sơn    | Huyện Quan Hóa      |                 |                |                           |           |
| Thành Tâm    | Huyện Thạch Thành   |                 |                |                           |           |
| Thanh Tân    | Huyện Như Thanh     |                 |                |                           |           |
| Thành Tân    | Huyện Thạch Thành   |                 |                |                           |           |
| Thành Thọ    | Huyện Thạch Thành   |                 |                |                           |           |
| Thanh Thủy   | Thị xã Nghi Sơn     |                 |                |                           |           |
| Thành Tiến   | Huyện Thạch Thành   |                 |                |                           |           |
| Thành Trực   | Huyện Thạch Thành   |                 |                |                           |           |
| Thành Vinh   | Huyện Thạch Thành   |                 |                |                           |           |
| Thanh Xuân   | Huyện Như Xuân      |                 |                |                           |           |
| Thành Yên    | Huyện Thạch Thành   |                 |                |                           |           |
| Thăng Bình   | Huyện Nông Cống     |                 |                |                           |           |
| Thăng Long   | Huyện Nông Cống     |                 |                |                           |           |
| Thăng Thọ    | Huyện Nông Cống     |                 |                |                           |           |
| Thiên Phủ    | Huyện Quan Hóa      |                 |                |                           |           |
| Thiết Kế     | Huyện Bá Thước      |                 |                |                           |           |
| Thiết Ống    | Huyện Bá Thước      |                 |                |                           |           |
| Thiệu Chính  | Huyện Thiệu Hóa     |                 |                |                           |           |
| Thiệu Công   | Huyện Thiệu Hóa     |                 |                |                           |           |
| Thiệu Duy    | Huyện Thiệu Hóa     |                 |                |                           |           |
| Thiệu Giang  | Huyện Thiệu Hóa     |                 |                |                           |           |
| Thiệu Giao   | Huyện Thiệu Hóa     |                 |                |                           |           |
| Thiệu Hòa    | Huyện Thiệu Hóa     |                 |                |                           |           |
| Thiệu Hợp    | Huyện Thiệu Hóa     |                 |                |                           |           |
| Thiệu Long   | Huyện Thiệu Hóa     |                 |                |                           |           |
| Thiệu Lý     | Huyện Thiệu Hóa     |                 |                |                           |           |
| Thiệu Ngọc   | Huyện Thiệu Hóa     |                 |                |                           |           |
| Thiệu Nguyên | Huyện Thiệu Hóa     |                 |                |                           |           |
| Thiệu Phúc   | Huyện Thiệu Hóa     |                 |                |                           |           |
| Thiệu Quang  | Huyện Thiệu Hóa     |                 |                |                           |           |
| Thiệu Thành  | Huyện Thiệu Hóa     |                 |                |                           |           |
| Thiệu Thịnh  | Huyện Thiệu Hóa     |                 |                |                           |           |
| Thiệu Tiến   | Huyện Thiệu Hóa     |                 |                |                           |           |
| Thiệu Toán   | Huyện Thiệu Hóa     |                 |                |                           |           |
| Thiệu Trung  | Huyện Thiệu Hóa     |                 |                |                           |           |
| Thiệu Vân    | Thành phố Thanh Hóa | 3,70            |                |                           |           |
| Thiệu Vận    | Huyện Thiệu Hóa     |                 |                |                           |           |
| Thiệu Viên   | Huyện Thiệu Hóa     |                 |                |                           |           |
| Thiệu Vũ     | Huyện Thiệu Hóa     |                 |                |                           |           |
| Thọ Bình     | Huyện Triệu Sơn     |                 |                |                           |           |
| Thọ Cường    | Huyện Triệu Sơn     |                 |                |                           |           |
| Thọ Dân      | Huyện Triệu Sơn     |                 |                |                           |           |
| Thọ Diên     | Huyện Thọ Xuân      |                 |                |                           |           |
| Thọ Hải      | Huyện Thọ Xuân      |                 |                |                           |           |
| Thọ Lâm      | Huyện Thọ Xuân      |                 |                |                           |           |
| Thọ Lập      | Huyện Thọ Xuân      |                 |                |                           |           |
| Thọ Lộc      | Huyện Thọ Xuân      |                 |                |                           |           |
| Thọ Ngọc     | Huyện Triệu Sơn     |                 |                |                           |           |
| Thọ Phú      | Huyện Triệu Sơn     |                 |                |                           |           |
| Thọ Sơn      | Huyện Triệu Sơn     |                 |                |                           |           |
| Thọ Tân      | Huyện Triệu Sơn     |                 |                |                           |           |
| Thọ Thanh    | Huyện Thường Xuân   |                 |                |                           |           |
| Thọ Thế      | Huyện Triệu Sơn     |                 |                |                           |           |
| Thọ Tiến     | Huyện Triệu Sơn     |                 |                |                           |           |
| Thọ Xương    | Huyện Thọ Xuân      |                 |                |                           |           |
| Thuần Lộc    | Huyện Hậu Lộc       |                 |                |                           |           |
| Thuận Minh   | Huyện Thọ Xuân      |                 |                |                           |           |
| Thúy Sơn     | Huyện Ngọc Lặc      |                 |                |                           |           |
| Thượng Ninh  | Huyện Như Xuân      |                 |                |                           |           |
| Tiến Lộc     | Huyện Hậu Lộc       |                 |                |                           |           |
| Tiến Nông    | Huyện Triệu Sơn     |                 |                |                           |           |
| Tiên Trang   | Huyện Quảng Xương   |                 |                |                           |           |
| Trí Nang     | Huyện Lang Chánh    |                 |                |                           |           |
| Triệu Lộc    | Huyện Hậu Lộc       |                 |                |                           |           |
| Triệu Thành  | Huyện Triệu Sơn     |                 |                |                           |           |
| Trung Chính  | Huyện Nông Cống     |                 |                |                           |           |
| Trung Hạ     | Huyện Quan Sơn      |                 |                |                           |           |
| Trung Lý     | Huyện Mường Lát     |                 |                |                           |           |
| Trung Sơn    | Huyện Quan Hóa      |                 |                |                           |           |
| Trung Thành  | Huyện Nông Cống     |                 |                |                           |           |
| Trung Thành  | Huyện Quan Hóa      |                 |                |                           |           |
| Trung Thượng | Huyện Quan Sơn      |                 |                |                           |           |
| Trung Tiến   | Huyện Quan Sơn      |                 |                |                           |           |
| Trung Xuân   | Huyện Quan Sơn      |                 |                |                           |           |
| Trường Giang | Huyện Nông Cống     |                 |                |                           |           |
| Trường Lâm   | Thị xã Nghi Sơn     |                 |                |                           |           |
| Trường Minh  | Huyện Nông Cống     |                 |                |                           |           |
| Trường Sơn   | Huyện Nông Cống     |                 |                |                           |           |
| Trường Trung | Huyện Nông Cống     |                 |                |                           |           |
| Trường Xuân  | Huyện Thọ Xuân      |                 |                |                           |           |
| Tùng Lâm     | Thị xã Nghi Sơn     |                 |                |                           |           |
| Tuy Lộc      | Huyện Hậu Lộc       |                 |                |                           |           |
| Tượng Lĩnh   | Huyện Nông Cống     |                 |                |                           |           |
| Tượng Sơn    | Huyện Nông Cống     |                 |                |                           |           |
| Tượng Văn    | Huyện Nông Cống     |                 |                |                           |           |
| Vạn Hòa      | Huyện Nông Cống     |                 |                |                           |           |
| Vạn Thắng    | Huyện Nông Cống     |                 |                |                           |           |
| Vạn Thiện    | Huyện Nông Cống     |                 |                |                           |           |
| Vạn Xuân     | Huyện Thường Xuân   |                 |                |                           |           |
| Văn Nho      | Huyện Bá Thước      |                 |                |                           |           |
| Vân Am       | Huyện Ngọc Lặc      |                 |                |                           |           |
| Vân Sơn      | Huyện Triệu Sơn     |                 |                |                           |           |
| Vĩnh An      | Huyện Vĩnh Lộc      |                 |                |                           |           |
| Vĩnh Hòa     | Huyện Vĩnh Lộc      |                 |                |                           |           |
| Vĩnh Hùng    | Huyện Vĩnh Lộc      |                 |                |                           |           |
| Vĩnh Hưng    | Huyện Vĩnh Lộc      |                 |                |                           |           |
| Vĩnh Long    | Huyện Vĩnh Lộc      |                 |                |                           |           |
| Vĩnh Phúc    | Huyện Vĩnh Lộc      |                 |                |                           |           |
| Vĩnh Quang   | Huyện Vĩnh Lộc      |                 |                |                           |           |
| Vĩnh Thịnh   | Huyện Vĩnh Lộc      |                 |                |                           |           |
| Vĩnh Tiến    | Huyện Vĩnh Lộc      |                 |                |                           |           |
| Vĩnh Yên     | Huyện Vĩnh Lộc      |                 |                |                           |           |
| Xuân Bái     | Huyện Thọ Xuân      |                 |                |                           |           |
| Xuân Bình    | Huyện Như Xuân      |                 |                |                           |           |
| Xuân Cao     | Huyện Thường Xuân   |                 |                |                           |           |
| Xuân Chinh   | Huyện Thường Xuân   |                 |                |                           |           |
| Xuân Du      | Huyện Như Thanh     |                 |                |                           |           |
| Xuân Dương   | Huyện Thường Xuân   |                 |                |                           |           |
| Xuân Giang   | Huyện Thọ Xuân      |                 |                |                           |           |
| Xuân Hòa     | Huyện Như Xuân      |                 |                |                           |           |
| Xuân Hòa     | Huyện Thọ Xuân      |                 |                |                           |           |
| Xuân Hồng    | Huyện Thọ Xuân      |                 |                |                           |           |
| Xuân Hưng    | Huyện Thọ Xuân      |                 |                |                           |           |
| Xuân Khang   | Huyện Như Thanh     |                 |                |                           |           |
| Xuân Lai     | Huyện Thọ Xuân      |                 |                |                           |           |
| Xuân Lập     | Huyện Thọ Xuân      |                 |                |                           |           |
| Xuân Lẹ      | Huyện Thường Xuân   |                 |                |                           |           |
| Xuân Lộc     | Huyện Hậu Lộc       |                 |                |                           |           |
| Xuân Lộc     | Huyện Thường Xuân   |                 |                |                           |           |
| Xuân Lộc     | Huyện Triệu Sơn     |                 |                |                           |           |
| Xuân Minh    | Huyện Thọ Xuân      |                 |                |                           |           |
| Xuân Phong   | Huyện Thọ Xuân      |                 |                |                           |           |
| Xuân Phú     | Huyện Thọ Xuân      |                 |                |                           |           |
| Xuân Phúc    | Huyện Như Thanh     |                 |                |                           |           |
| Xuân Sinh    | Huyện Thọ Xuân      |                 |                |                           |           |
| Xuân Thái    | Huyện Như Thanh     |                 |                |                           |           |
| Xuân Thắng   | Huyện Thường Xuân   |                 |                |                           |           |
| Xuân Thiên   | Huyện Thọ Xuân      |                 |                |                           |           |
| Xuân Thọ     | Huyện Triệu Sơn     |                 |                |                           |           |
| Xuân Tín     | Huyện Thọ Xuân      |                 |                |                           |           |
| Xuân Trường  | Huyện Thọ Xuân      |                 |                |                           |           |
| Yên Dương    | Huyện Hà Trung      |                 |                |                           |           |
| Yên Hùng     | Huyện Yên Định      |                 |                |                           |           |
| Yên Khương   | Huyện Lang Chánh    |                 |                |                           |           |
| Yên Lạc      | Huyện Như Thanh     |                 |                |                           |           |
| Yên Mỹ       | Huyện Nông Cống     |                 |                |                           |           |
| Yên Nhân     | Huyện Thường Xuân   |                 |                |                           |           |
| Yên Ninh     | Huyện Yên Định      |                 |                |                           |           |
| Yên Phong    | Huyện Yên Định      |                 |                |                           |           |
| Yên Phú      | Huyện Yên Định      |                 |                |                           |           |
| Yến Sơn      | Huyện Hà Trung      |                 |                |                           |           |
| Yên Tâm      | Huyện Yên Định      |                 |                |                           |           |
| Yên Thái     | Huyện Yên Định      |                 |                |                           |           |
| Yên Thắng    | Huyện Lang Chánh    |                 |                |                           |           |
| Yên Thịnh    | Huyện Yên Định      |                 |                |                           |           |
| Yên Thọ      | Huyện Như Thanh     |                 |                |                           |           |
| Yên Thọ      | Huyện Yên Định      |                 |                |                           |           |
| Yên Trung    | Huyện Yên Định      |                 |                |                           |           |
| Yên Trường   | Huyện Yên Định      |                 |                |                           |           |